# U-17-Fußball-Südamerikameisterschaft 2011
Die U-17-Fußball-Südamerikameisterschaft 2011 fand vom 12. März 2011 bis zum 9. April 2011 in Ecuador statt.
Die vier nach Abschluss des Turniers bestplatzierten Auswahlmannschaften qualifizierten sich für die U-17-Weltmeisterschaft 2011 in Mexiko sowie für die in Guadalajara ausgetragenen Panamerikanischen Spiele 2011.
Ausgetragen wurden die Begegnungen zur Ermittlung des Turniersiegers in den Städten Latacunga, Ambato, Riobamba, Ibarra und Quito. Gespielt wurde in zwei Gruppen und einer anschließend ebenfalls im Gruppenmodus ausgetragenen Finalphase. Es nahmen am Turnier die Nationalmannschaften Argentiniens, Boliviens, Brasiliens, Chiles, Ecuadors, Kolumbiens, Paraguays, Perus, Uruguays und Venezuelas teil. Aus der Veranstaltung ging die U-17 Brasiliens als Sieger hervor. Die Plätze zwei bis vier belegten die Nationalteams aus Uruguay, Argentinien und Ecuador. Torschützenkönig des Turniers war mit sechs erzielten Treffern der Uruguayer Juan Cruz Mascia.